# Wilhelm Busch (farář)
Wilhelm Busch (27. března 1897, Elberfeld, nyní součást Wuppertalu – 20. června 1966, Lübeck) byl německý evangelický farář, evangelista a spisovatel.
Mládí prožil ve Frankfurtu nad Mohanem a tam také maturoval. Jako mladý poručík prožil v průběhu 1. světové války obrácení. Vystudoval teologii v Tübingenu. Byl farářem v Bielefeldu, pak v hornické oblasti Porúří. V letech 1931–1962 působil jako farář pro mládež v Essenu. Kromě toho působil jako cestující evangelista. V době Hitlerovy vlády byl členem Vyznavačské církve, a byl proto několikrát uvězněn.
Po druhé světové válce se opět věnoval kazatelské službě. Byl příznivcem Sociálnědemokratické strany Německa (SPD). V roce 1962 byl penzionován, ale cestoval a kázal dále.
Je pohřben v Essenu.
V češtině vyšla (nejspíše v západním Německu v 70. nebo 80. letech) jeho kniha Život bez všedních dnů.